# Gacki (powiat pińczowski)
Gacki (daw. Krzyżanowice-Gacki) – wieś w Polsce położona w województwie świętokrzyskim, w powiecie pińczowskim, w gminie Pińczów.
W latach 1954–1972 wieś należała i była siedzibą władz gromady Krzyżanowice. W latach 1973–1976 miejscowość była siedzibą gminy Gacki. W latach 1975–1998 miejscowość należała administracyjnie do województwa kieleckiego.
Wieś położona jest na terenie Nadnidziańskiego Parku Krajobrazowego z chronionymi murawami stepowymi. Dominuje tu naturalny krajobraz rozlewisk rzeki Nidy.
W osadzie zlokalizowane są duże zakłady gipsowe „Dolina Nidy”, uruchomione w 1957 r., oraz kopalnia gipsu (złoże Gacki-Krzyżanowice).
W XVI w. był tu zbór braci polskich.